# Montivipera albizona
Espèce
Synonymes
- Vipera albizona Nilson, Andrén & Flärdh, 1990

Statut de conservation UICN

 EN B1ab(v) : En danger
Montivipera albizona est une espèce de serpents de la famille des Viperidae.

## Répartition
Cette espèce est endémique du centre de la Turquie. Elle se rencontre dans les Kulmaç Dağları. Découverte en 2015 dans le Bolkar Daglari en cohabitation avec Montivipera Bulgardaghica (2016) ( F.Bettex)

## Description
C'est un serpent venimeux et ovovivipare.
Il atteint au maximum 70 à 75 cm. La tête est large et bien distincte du corps. La couleur de base est le gris-beige avec des bandes rouge-marron séparées par des lignes blanches et noires. Une ligne noire part des yeux pour rejoindre la nuque.

## Taxinomie
Certains auteurs sont incertains vis-à-vis du statut de cette espèce et considèrent qu'elle serait à associer à l'espèce Montivipera wagneri ou Montivipera xanthina.

## Publication originale
- Nilson, Andrén & Flärdh, 1990 : Vipera albizona, a new mountain viper from central Turkey, with comments on isolating effects of the Anatolian Diagonal. Amphibia-Reptilia, vol. 11, no 3, p. 285-294.